# Kurgànne (Simferòpol)
|  | Per a altres significats, vegeu «Kurgànne». |

Kurgànne (en (ucraïnès): Курганне) és un poble de la República Autònoma de Crimea a Ucraïna, que el 2014 tenia 651 habitants. Pertany al districte de Simferòpol.